# Кауделл, Патрик
Па́трик Ка́уделл (англ. Patrick Cowdell; 18 августа 1953, Сметик) — британский боксёр полулёгкой весовой категории, выступал за сборную Великобритании в середине 1970-х годов. Бронзовый призёр летних Олимпийских игр в Монреале, обладатель бронзовой медали чемпионата Европы, чемпион Игр Содружества, победитель многих международных турниров и национальных первенств. В период 1977—1988 боксировал на профессиональном уровне, неоднократно владел титулами чемпиона Британии и Европы, дважды был претендентом на титул чемпиона мира ВБС.

## Биография
Патрик Кауделл родился 18 августа 1953 года в городе Сметик, графство Уэст-Мидлендс. Первого серьёзного успеха на ринге добился в 1973 году, когда в легчайшем весе выиграл чемпионат Англии среди любителей. Год спустя съездил на Игры Содружества в Крайстчерч, откуда привёз ещё одну медаль золотого достоинства. В 1975 году завоевал бронзовую награду на чемпионате Европы в Катовице, проиграв 0:5 югославу Браниславу Ристичу. Благодаря череде удачных выступлений удостоился права защищать честь страны на летних Олимпийских играх 1976 года в Монреале, сумел дойти здесь до стадии полуфиналов, после чего со счётом 1:4 уступил северному корейцу Ку Ён Джу, который в итоге и стал олимпийским чемпионом. Получив бронзовую олимпийскую медаль, Кауделл решил попробовать себя среди профессионалов и вскоре покинул сборную.
Профессиональный дебют Патрика Кауделла состоялся в июле 1977 года, своего первого соперника Альберта Коули он победил по очкам единогласным решением судей. В течение четырёх последующих лет провёл множество удачных поединков, завоевал и защитил титул чемпиона Великобритании в полулёгкой весовой категории. В 1981 году ему представилась возможность побороться за титул чемпиона мира по версии Всемирного боксёрского совета (ВБС), однако действующий чемпион из Мексики Сальвадор Санчес оказался слишком сильным для него соперником — в пятнадцатом раунде он послал Кауделла в нокдаун и выиграл раздельным решением.
Несмотря на это поражение, Кауделл продолжил выходить на ринг и спустя четыре месяца добыл пояс чемпиона Европейского боксёрского союза (ЕБС), победив техническим нокаутом итальянца Салваторе Меллуццо. Британец защитил этот титул четыре раза, поднялся достаточно высоко в мировых рейтингах и в 1985 году получил ещё один шанс выиграть чемпионский пояс ВБС. В бою с представителем Ганы Азумой Нельсоном неожиданно был нокаутирован в первом же раунде, пропустив серию точных прямых ударов. Впоследствии Кауделл ещё три года участвовал в профессиональных боях, дважды завоевал и дважды проиграл титул чемпиона Британии во втором полулёгком весе. Завершил карьеру спортсмена в 1988 году после поражения нокаутом от валлийца Флойда Хаварда. Всего в профессиональном боксе провёл 42 боя, из них 36 окончил победой (в том числе 18 досрочно), шесть раз проиграл.
После завершения карьеры Патрик Кауделл занимался организацией вечеров профессионального бокса, владел собственной промоутерской компанией. Также получил некоторую известность как тренер, подготовил в этом амплуа многих талантливых проспектов. Один из лучших его учеников Джимми Винсент дважды был претендентом на титул чемпиона Великобритании.